# Zack Snyder
Zack Snyder (Green Bay, Wisconsin, 1 de març de 1966) és un director, productor i guionista de cinema nord-americà. És reconegut pel seu treball en l'anomenat Univers estès de DC Comics, on ha dirigit les pel·lícules Man of Steel, Batman v Superman: Dawn of Justice i Justice League.

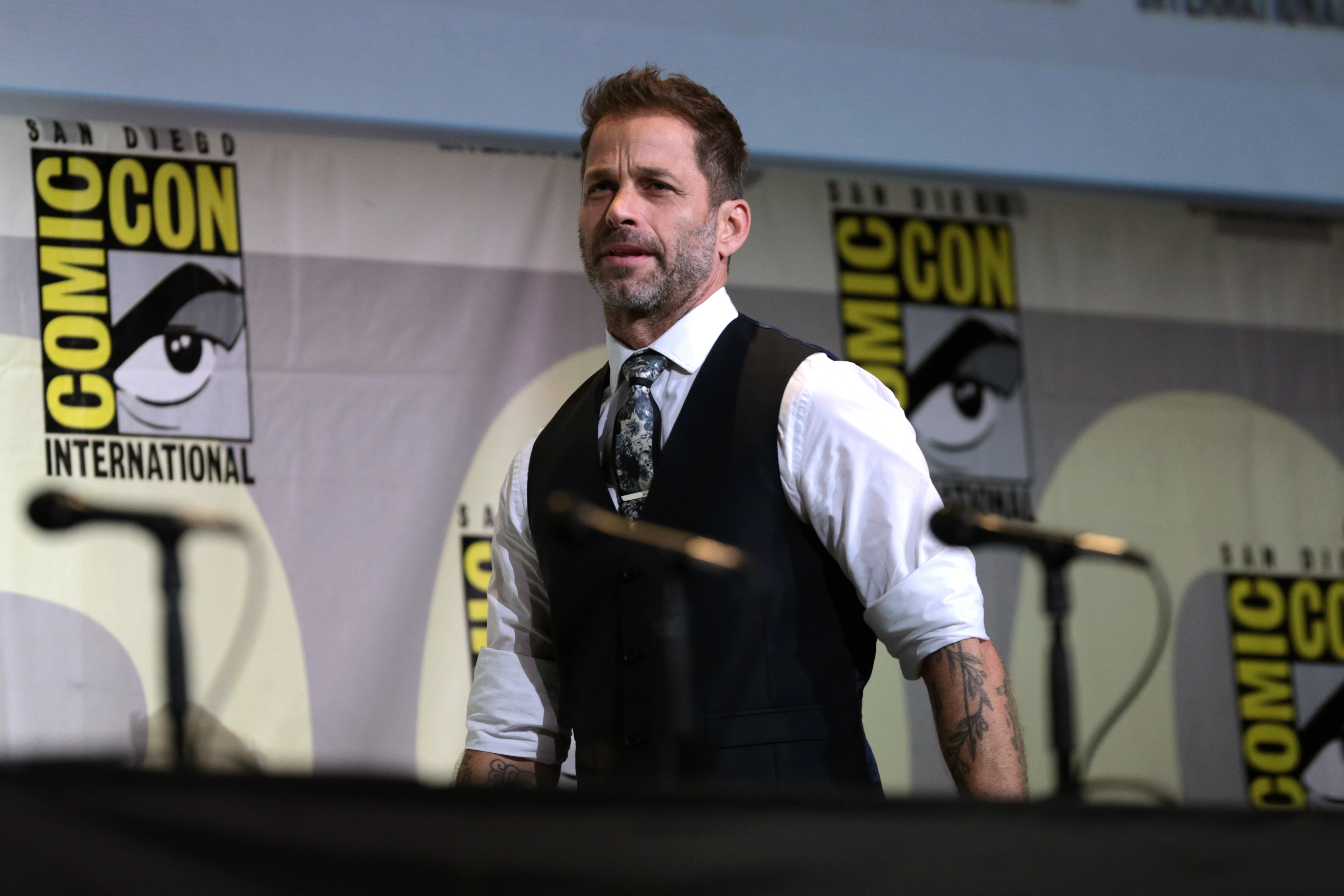

En les seves pel·lícules es poden veure preses on la imatge passa de càmera lenta a càmera ràpida de forma sobtada i inesperada, Snyder va aplicar amb èxit aquest personal i característic estil cinematogràfic en pel·lícules com 300, Watchmen, el remake de la pel·lícula Dawn of the Dead i Ga 'Hoole: la llegenda dels guardians.

## Biografia
Snyder, anomenat The Wizard (El Mag) pel periodista i cineasta Txad Clinton Freeman, té 4 fills del seu primer matrimoni al costat de Denise, encara que des de 2004 comparteix la seva vida personal amb la seva segona dona, Deborah. Va assistir a l'escola d'Art Center College of Design a Pasadena (Califòrnia) i va estudiar arts visuals a l'Escola de Belles Arts Heatherlys a Chelsea (Londres).
Va debutar el 2004 realitzant un remake de la pel·lícula El despertar dels zombis de 1978. L'adaptació de Snyder va guanyar el Golden Trailer a la Millor Pel·lícula. Juntament amb aquesta cinta, realitza el curt "La cinta perduda d'Andy" simulant ser un metratge trobat sobre un personatge de la pel·lícula.
La seva segona pel·lícula va ser un gran èxit de taquilla, 300 de 2006, una adaptació del còmic de Frank Miller protagonitzada per Gerard Butler que va tenir un pressupost estimat de 65 milions de dòlars i una recaptació mundial de més de 456 milions.
El tercer projecte de Snyder, distribuït per Warner Bros, va ser la cinta d'acció Watchmen (2009), ambientada en un hipotètic Estats Units de 1985 en què els superherois disfressats són part de la societat, basada en l'aclamada sèrie de còmics creada per Alan Moore.
El 2003 va rebutjar l'oportunitat de dirigir S.W.A.T., encara que anys més tard va estar interessat en la direcció de X-Men Origins: Wolverine (2009), però després va canviar de parer perquè estava massa ocupat treballant en el seu tercer film, Watchmen.
El 22 de maig de 2017 Zack Snyder va anunciar que deixaria el seu lloc de director a la cinta de Justice League a Joss Whedon, després de declarar que el passat mes de març la seva filla Autumn, de 20 anys, es va suïcidar. Deborah Snyder, esposa del cineasta i productora de la cinta, també es va retirar del projecte. En 2021 es va presentar una nova versió de la pel·lícula, Zack Snyder's Justice League, que inclou dotzenes d'escenes addicionals, trames secundàries, mitologia, elements de construcció del món, nous personatges i introduccions a les pel·lícules futures són presents en la versió de Snyder però no en la versió de 2017.

## Filmografia

### Pel·lícules
| Any  | Títol                                         | Paper                |
| ---- | --------------------------------------------- | -------------------- |
| 2004 | El despertar dels zombis                      | Director             |
| 2007 | 300                                           | Director, escriptor  |
| 2009 | Watchmen                                      | Director             |
| 2011 | Sucker Punch                                  | Director             |
| 2013 | L'home d'acer                                 | Director             |
| 2014 | 300: Rise of an Empire                        | Productor, escriptor |
| 2016 | Batman contra Superman: L'alba de la justícia | Director             |
| 2016 | Suicide Squad                                 | Productor            |
| 2017 | Wonder Woman                                  | Productor            |
| 2017 | Justice League                                | Director, productor  |
| 2018 | Aquaman                                       | Productor            |
| 2019 | Wonder Woman 1984                             | Productor            |
| 2021 | Zack Snyder's Justice League                  | Director, productor  |